# Paisatge de la vall de l'Arno (Leonardo da Vinci)
El Paisatge de la Vall de l'Arno, és un dibuix (19 x 28,5 cm), fet amb ploma i tinta autenticada d'escriptura emprada per Leonardo da Vinci. Va assenyalar, ell mateix a la cantonada superior esquerra, el dia en què el disseny va ser executat el 5 d'agost de 1473, el dia de la Festa de Santa Maria de les Neus (di di Santa Maria delle Neve addi 5 daghosto 1473). El paisatge és la vall de l'Arno, prop de Florència, "com es descriu a la part inferior de les pintures florentines de molts artistes, incloent a d'Antonio Pollaiolo."
D'aquest treball sorgeix l'interès del jove artista pels fenòmens naturals: rius, llacs, plantes i el seu domini d'un estil senzill. La necessitat de la perspectiva és molt sensible, la simulació com una xarxa als camps, aconsegueixen la distància dintre de la plana amb una reixa perceptible, el primer pla ho dona l'alçada rocosa i un poble fortificat.
Aquest disseny es conserva a la Galeria dels Uffizi a Florència